# Свердловина б/н (Драчино)
Свердловина б/н — гідрологічна пам'ятка природи місцевого значення. Об'єкт розташований на території Свалявського району Закарпатської області, с. Драчино.
Площа — 0,5 га, статус отриманий у 1984 році.